# ATC代码 (N04)
ATC代码N04（抗震颤麻痹药）是解剖学治疗学及化学分类系统的一个药物分组，这是由世界卫生组织药物统计方法整合中心所制定的药品及其它医用产品的官方分类系统。分组N04是N神经系统的一部分。
兽用代码（ATCvet码）可以在人用ATC代码前加Q字母：QN04等。
国家ATC分类可能包括列表中没有的其它分类，列表为世界卫生组织（WHO）版本。

## N04A抗胆碱能药（Anticholinergic agents）

### N04AA 叔胺类（Tertiary amines）
N04AA01 苯海索（Trihexyphenidyl）
N04AA02 比哌立登（Biperiden）
N04AA03 美噻吨（Metixene）
N04AA04 丙环定（Procyclidine）
N04AA05 普罗吩胺（Profenamine）
N04AA08 右苄替米特（Dexetimide）
N04AA09 芬格鲁胺（Phenglutarimide）
N04AA10 马扎替可（Mazaticol）
N04AA11 波那普令（Bornaprine）
N04AA12 曲帕替平（Tropatepine）

### N04AB 化学与抗组胺药近似的醚类（Ethers chemically close to antihistamines）
N04AB01 乙苯海拉明（Etanautine）
N04AB02 盐酸奥芬那君（Orphenadrine (chloride)）

### N04AC托品醚类或衍生物类（Ethers of tropine or tropine derivatives）
N04AC01 苯扎托品（Benzatropine）
N04AC30 乙苯托品（Etybenzatropine）

## N04B多巴胺能类药（Dopaminergic agents）

### N04BA 多巴及其衍生物类（Dopa and dopa derivatives）
N04BA01 左旋多巴（Levodopa）
N04BA02 左旋多巴和脱羧酶抑制药（Levodopa and decarboxylase inhibitor）
N04BA03 左旋多巴、脱羧酶抑制药和COMT抑制药（Levodopa, decarboxylase inhibitor and COMT inhibitor）
N04BA04 甲基左旋多巴（Melevodopa）
N04BA05 甲基左旋多巴（Melevodopa and decarboxylase inhibitor）
N04BA06 乙基左旋多巴（Etilevodopa and decarboxylase inhibitor）

### N04BB金刚烷胺衍生物（Adamantane derivatives）
N04BB01 金刚烷胺（Amantadine）

### N04BC多巴胺促效药类（Dopamine agonists）
N04BC01 溴隐亭（Bromocriptine）
N04BC02 培高利特（Pergolide）
N04BC03 甲磺酸双氢麦角隐亭（Dihydroergocryptine mesylate）
N04BC04 罗匹尼罗（Ropinirole）
N04BC05 普拉克索（Pramipexole）
N04BC06 卡麦角林（Cabergoline）
N04BC07 阿扑吗啡（Apomorphine）
N04BC08 吡贝地尔（Piribedil）
N04BC09 罗替戈汀（Rotigotine）

### N04BD单胺氧化酶B抑制药（Monoamine oxidase B inhibitors）
N04BD01 司来吉兰（Selegiline）
N04BD02 雷沙吉兰（Rasagiline）

### N04BX 其它多巴胺能药（Other dopaminergic agents）
N04BX01 托卡朋（Tolcapone）
N04BX02 恩他卡朋（Entacapone）
N04BX03 布地品（Budipine）